# Ngiwal
Ngiwal là một trong 16 bang của quốc đảo Palau. Bang có 282 người (thống kê năm 2005) và diện tích là 26 km². Thủ phủ của bang là Ngerkeai. Cư dân của bang chủ yếu là ngư dân hay làm việc cho nhà nước.

## Giáo dục
Trường Trung học Palau ở thành phố Koror là trường trung học công lập duy nhất của đất nước, vì vậy hầu hết trẻ em từ bang Ngiwal đều đến đây. Học bổng của bang chỉ có hai suất.